# Baltnews
Baltnews — русскоязычное информационное агентство, специализирующееся на новостях Латвии, Литвы и Эстонии. Входит в медиагруппу «Россия сегодня». Главный редактор — Андрей Стариков.
Сайты Baltnews были запущены в Эстонии, Литве и Латвии осенью 2014 года, до 2018 года редакции информагентства базировались в тех же странах. Как отмечала в 2017 году Re:Baltica, в Латвии аудитория сайта в тридцать раз меньше, чем у главного русскоязычного портала страны Delfi.
С 2018 года агентство Baltnews работает в Москве, и до 2022 года оно имело сетевую структуру внештатных авторов в странах Балтии, в России, Восточной и Западной Европе.

## Деятельность

Схема финансирования Baltnews на 2018 год по версии совместного исследования эстонского Postimees, американского BuzzFeed News, латвийского Re:Baltica, литовского 15min.lt и сербского KRIK.

При создании агентства в 2014 году Александра Корнилов заявлял, что портал будет развлекательным, а не политическим, и в каждой редакции трех стран будет свой руководитель. Baltnews начинали создавать видимость независимого источника новостей, но дальнейшие расследования раскрыли зависимость проекта от российской медиа группы «Россия сегодня». На 2018 год деятельность Baltnews была направлена на критику политического руководства и внешней политики Латвии, Эстонии и Литвы, значительный объём материалов акцентировался на дискриминации русскоязычного меньшинства в этих странах.
До июля 2022 года в информационное агентство Baltnews входили три сайта:
- lv.baltnews.com (Латвия)
- baltnews.lt (Литва)
- baltnews.ee (Эстония)

В июле агентство перешло на новый единый сайт (baltnews.com) и на Telegram-канал BALTNEWS.
На сайте ежедневно выходит более пятнадцати оригинальных материалов: аналитические статьи, интервью, экспертные комментарии, авторские колонки, инфографика.
Агентство Re:Baltica совместно с несколькими изданиями раскрыло систему финансирования Baltnews в 2017 году. В докладе эстонской Полиции безопасности за 2015 год также говорилось, что все три версии сайта финансирует Россия через компании, зарегистрированные в Европе.

## Критика
Наряду со Sputnik и RT, информагентство Baltnews часто упоминается прибалтийскими и западными СМИ как «рупор российской пропаганды», при этом агентство характеризуется ими как «прокремлёвское». Издание систематически публикует непроверенные, либо откровенно ложные статьи:
- Специализированный на выявлении пропаганды отдел Европейской службы внешних связей упоминал Baltnews среди порталов, ответственных за распросстранение слухов и конспирологических теорий вокруг пандемии COVID-2019[21].
- Отдельные отмеченные случаи:
  - Baltnews назывались инициаторами распространения слухов о популярности Mein Kampf в Латвии; в исходной статье популярность книги Гитлера заявлялась как «превосходящая успех книг о Гарри Поттере»[22][23].
  - В 2017 году, на фоне ратификации Соглашения о сотрудничестве в области обороны с США Сеймом Литвы, председатель Сейма и некоторые местные СМИ получили электронное письмо о том, что группа немецкоязычных мужчин якобы изнасиловала девочку из детского дома в городе Йонава, недалеко от позиций немецких солдат, участвовавших в миссии EFP. В то время как пророссийские СМИ в регионе (Vesti.lv и Baltnews.lt) поверили информации и опубликовали новость, основные литовские СМИ отреагировали на это, опровергнув информацию. Позднее ложность заявлений подтвердила и Литовская полиция[24].

Baltnews также фигурирует в отчётах охранных служб Канады, Эстонии, Латвии и Литвы как «угроза безопасности».

## Запрет деятельности
В декабре 2022 года основателю baltnews.ee и baltija.eu Александру Корнилову аннулировали вид на жительство в Эстонии и запретили въезд в шенгенскую визовую зону на пять лет.

### Блокировки и цензура
В июле 2019 года власти Латвии (совместно с владеющим национальной доменной зоной Латвийским университетом) заблокировали портал baltnews.lv в доменной зоне. В комментарии латвийского МИД говорилось, что регистрация доменного имени baltnews.lv нарушает положения регламента Совета ЕС от 17 марта 2014 года «относительно ограничительных мер в отношении действий, подрывающих или угрожающих территориальной целостности, суверенитету и независимости Украины».
В декабре 2020 года социальная сеть Facebook заблокировала страницу издания, после чего Роскомнадзор направил письмо в адрес компании Facebook с требованием в кратчайшие сроки разблокировать страницы агентства Baltnews в Facebook.
3 февраля 2023 года Baltnews был внесён в санкционные списки Канады как часть медиахолдинга «Россия сегодня».

### Уголовное преследование в Латвии и Эстонии
В 2016 году в Эстонии был задержан член Координационного совета российских соотечественников, издатель русскоязычных сайтов «Балтия» и Baltnews Александр Корнилов. Как сообщала газета Eesti Päevaleht, его подозревали в подделке документов и предоставлении налоговой службе неверных данных.
В декабре 2020 года Служба государственной безопасности Латвии завела уголовное дело против авторов, сотрудничающих с информагентствами Baltnews и Sputnik. В домах журналистов были проведены обыски, изъяты документы и техника, вручены подписки о невыезде. В марте 2021 года по ходатайству Службы госбезопасности были заморожены средства на латвийском счёте главного редактора агентства Андрея Старикова.
Объясняя действия спецслужб, власти Латвии заявили, что журналисты, публикующиеся на порталах Baltnews и Sputnik, нарушают санкционный режим Евросоюза. Речь идёт о санкционном списке ЕС от марта 2014 года, куда был включён гендиректор медиагруппы «Россия сегодня» Дмитрий Киселёв.
На 2020 год под следствием в Латвии находилось более десяти журналистов, им грозило до четырёх лет лишения свободы.

#### Реакция
Уголовное дело против латвийских авторов Baltnews и Sputnik осудили российские официальные лица:
- МИД России: «была учинена расправа над русскоязычными журналистами информагентства „Балтньюз“ и рядом общественных деятелей Латвии. Все это является настоящей карательной акцией, которая не оставляет никаких сомнений в русофобском подтексте сфабрикованных обвинений»[39].
- глава Россотрудничества Евгений Примаков: «Это классический случай преследования журналистов за их профессиональную деятельность. Это классическое, грубое, беспардонное и наглое нарушение свободы слова, что поразительно — в стране Евросоюза при полном его молчании. Это молчание уже даже похоже на поддержку со стороны ЕС»[40]
- Постоянный представитель России при ОБСЕ Александр Лукашевич: «Своего апогея „зачистка“ информационного пространства достигла в государствах Прибалтики. В отношении представителей прессы там применяется целый набор репрессивных мер: задержания, допросы, обыски, изъятие техники, закрытие банковских счетов и другие»[41]

Главный редактор Baltnews Андрей Стариков дал следствию следующую оценку:
«Я убеждён, что обвинение журналистов в нарушении режима антироссийских санкций есть преступно широкое толкование этого самого санкционного режима латвийскими спецслужбами. Политически мотивированное толкование. Неугодных властям журналистов лишают права на профессию под вымышленным предлогом. И этот надуманный повод сужает свободу слова и свободу мнений в Латвии».

## Статьи
- Российский заказ: как работают новостные сайты Baltnews Крым. Реалии, 31 августа 2018
- Martins Hirss, Kremlin-aligned «media» in Latvia Kingdom of Crooked Mirrors, GLOBSEC[англ.], 2015
- Aleksander Król, Russian Information Warfare in the Baltic States — Resources and Aims, Warsaw Institute[англ.], 2017
- Mihhail Šelpakov, Venemaa tänapäevane internetipõhine infomõjutustegevus kui eestivenelaste radikaliseerumise võimalik tegur, Таллин, Estonian Academy of Security Sciences[англ.], 2021
- Lukas Andriukaitis, Russian Disinfo Patterns: Rape Accusations, Vilnius Institute for Policy Analysis/Atlantic Council’s Digital Forensic Research Lab, 2019